# Llista de cràters d'Umbriel
En aquest article només es mostra els noms oficials aprovats per la Unió Astronòmica Internacional (UAI).
Aquesta és una llista de cràters amb nom d'Umbriel, una de les moltes llunes d'Urà, descoberta el 1851 per l'astrònom William Lassell (1799-1880).
El 2019, els 13 cràters amb nom d'Umbriel representaven el 0,23% dels 5475 cràters amb nom del Sistema Solar. Altres cossos amb cràters amb nom són Amaltea (2), Ariel (17), Cal·listo (142), Caront (6), Ceres (115), Dàctil (2), Deimos (2), Dione (73), Encèlad (53), Epimeteu (2), Eros (37), Europa (41), Febe (24), Fobos (17), Ganímedes (132), Gaspra (31), Hiperió (4), Ida (21), Itokawa (10), Janus (4), Japet (58), Lluna (1624), Lutècia (19), Mart (1124), Mathilde (23), Mercuri (402), Mimas (35), Miranda (7), Oberó (9), Plutó (5), Proteu (1), Puck (3), Rea (128), Šteins (23), Tebe (1), Terra (190), Tetis (50), Tità (11), Titània (15), Tritó (9), Venus (900), i Vesta (90).

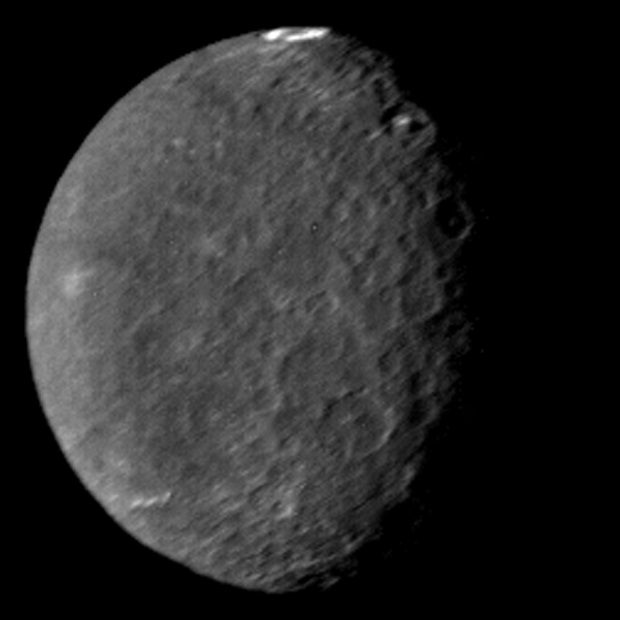
Fotografia d'Umbriel (Urà ii) realitzada per la sonda espacial Voyager 2 a 557.000 km de distància, 1986. A la part de dalt de la imatge es pot apreciar el cràter Wunda, i una mica més avall i a la dreta, Skind

La superfície densament poblada de cràters d'Umbriel ha estat probablement estable des del Gran bombardeig tardà.

## Llista
Els cràters d'Umbriel porten el nom d'esperits malignes de diverses cultures del món.
Totes les coordenades són planetocèntriques (+ Est; 0-360).
| Cràter   | Coordenades                            | Diàmetre (km) | Epònim | Ref.  |
| -------- | -------------------------------------- | ------------- | --- | ----- |
| Alberich | 33° 36′ S, 42° 12′ E / 33.6°S,42.2°E   | 52,0          | Alberich - El nan que custodiava l'or dels Nibelungs. També tenia un mantell d'invisibilitat..                     | WGPSN |
| Fin      | 37° 24′ S, 44° 18′ E / 37.4°S,44.3°E   | 43,0          | Fin - Troll que va ajudar a construir una església a Kallundburg, Zelanda.                                         | WGPSN |
| Gob      | 12° 42′ S, 27° 48′ E / 12.7°S,27.8°E   | 88,0          | Gob - Rei dels gnoms.                                                                                              | WGPSN |
| Kanaloa  | 10° 48′ S, 345° 42′ E / 10.8°S,345.7°E | 86,0          | Kanaloa - Principal esperit malèfic principal de la Polinèsia.                                                     | WGPSN |
| Malingee | 22° 54′ S, 13° 54′ E / 22.9°S,13.9°E   | 164,0         | Malingee - Esperit errant nocturn de la mitologia dels aborígens australians.                                      | WGPSN |
| Minepa   | 42° 42′ S, 8° 12′ E / 42.7°S,8.2°E     | 58,0          | Minepa - Esperit malèfic Macau i Banayis.                                                                          | WGPSN |
| Peri     | 9° 12′ S, 4° 18′ E / 9.2°S,4.3°E       | 61,0          | Peri - Esperit malvat persa que realitzava maldats amb encanteris, elements naturals alterats i cossos celestials. | WGPSN |
| Setibos  | 30° 48′ S, 346° 18′ E / 30.8°S,346.3°E | 50,0          | Setibos - Cap dels esperits malvats a l'obra La Tempesta de William Shakespeare.                                   | WGPSN |
| Skynd    | 1° 48′ S, 331° 42′ E / 1.8°S,331.7°E   | 72,0          | Skynd - Troll que va robar tres esposes a un home que vivia a Englerup.                                            | WGPSN |
| Vuver    | 4° 42′ S, 311° 36′ E / 4.7°S,311.6°E   | 98,0          | Vuver - Esperit malvat del Volga finlandès.                                                                        | WGPSN |
| Wokolo   | 30° 00′ S, 1° 48′ E / 30.0°S,1.8°E     | 208,0         | Wokolo - Esperit diabòlic de Baramba (Àfrica occidental).                                                          | WGPSN |
| Wunda    | 7° 54′ S, 273° 36′ E / 7.9°S,273.6°E   | 131,0         | Wunda - Esperit fosc australià.                                                                                    | WGPSN |
| Zlyden   | 23° 12′ S, 326° 12′ E / 23.2°S,326.2°E | 44,0          | Zlyden - Esperit maligne eslau.                                                                                    | WGPSN |